# 竹田聴洲
竹田 聴洲（たけだ ちょうしゅう、1916年1月29日 - 1980年9月6日）は、日本の宗教民俗学者、浄土宗の僧。号は大蓮社雄誉。

## 経歴
1916年、大阪市北区で生まれた。京都帝国大学文学部史学科で学び、1940年に卒業。卒業論文は『法然教攷』であった。戦後京都大学大学院文学研究科に進み、1954年に修了。
その後は同志社大学文学部講師に就いた。1955年に助教授、1960年に教授昇格。1971年、学位論文『常民仏教と祖先信仰』を京都大学に提出して文学博士号を取得。1978年、佛教大学教授となった。宗門では、京都の浄土宗寿仙院などの住職を務めた。

## 研究内容・業績
柳田国男に師事し、民間信仰や祖先崇拝を研究テーマとした。弟子に高取正男がいる。

## 著作
著書
- 『祖先崇拝 民俗と歴史』平楽寺書店 サーラ叢書 1957
- 『民俗仏教と祖先信仰』東京大学出版会 1971
- 『近世村落の社寺と神仏習合 丹波山国郷』法蔵館 仏教史学研究双書 1972
- 『日本の民俗 26 京都』第一法規出版 1973
- 『日本人の「家」と宗教』評論社 日本人の行動と思想 1976
- 『村落同族祭祀の研究』吉川弘文館 1977

著作全集
『竹田聴洲著作集』(全9巻、国書刊行会)
1. 第1巻 (民俗仏教と祖先信仰) 1993-1995
2. 第2巻　　〃
3. 第3巻　　〃
4. 第4巻 近世村落の社寺と神仏習合 丹波山国郷』1997
5. 第5巻 (村落同族祭祀の研究) 1996
6. 第6巻 (日本人の「家」と宗教) 1996
7. 第7巻 (葬史と宗史) 1994
8. 第8巻 (村・同族・先祖) 1993
9. 第9巻 (村落の構造と寺院) 1996

共著編
- 『日本人の信仰』高取正男共著 創元社 1957
- 『葬送墓制研究集成 第3巻 先祖供養』編 名著出版 1979

記念論集
- 『日本宗教の歴史と民俗』竹田聴洲博士還暦記念会編 隆文館 1976

論文
- ＜CiNii 竹田聴洲